# فابيو كاسيرتا
فابيو كاسيرتا (بالإيطالية: Fabio Caserta)‏ (مواليد 24 سبتمبر 1978 في ميليتو دي بورتو سالفو - إيطاليا) لاعب كرة قدم إيطالي يلعب حاليا لصالح نادي الدرجة الأولى أتالانتا الإيطالي منذ 2009 في مركز الوسط المهاجم .

## روابط خارجية
- فابيو كاسيرتا على موقع قاعدة بيانات كرة القدم.إي يو (الإنجليزية)
- فابيو كاسيرتا على موقع بيانات كرة القدم. دي إي (الألمانية)
- فابيو كاسيرتا على موقع عالم كرة القدم.نت (الإنجليزية)
- فابيو كاسيرتا على موقع كووورة